# Dolmen du Rat
Le dolmen du Rat est un dolmen situé près du hameau de Le Rat, sur la commune de Saint-Sulpice dans le Lot (département).
Cet édifice est inscrit au titre des monuments historiques depuis 2011.

## Architecture
Le Dolmen du Rat est un dolmen simple qui a conservé son tumulus.  Le tumulus, de forme ronde, et d'un diamètre de 13 mètres, est un cairn constitué de grosses pierres entassées sans ordre apparent sur lesquelles un amas détritique s'est aggloméré constituant ainsi le tumulus. Une murette constituée de pierres plates, d'une hauteur comprise entre 0,85 et 0,90 mètre, a été construite en partant de l'orthostate nord et se poursuivant dans la plus grande partie du tumulus. Jean Clottes a proposé d'y voir une murette de soutènement du cairn.
| Dalle                                                   | Longueur | Épaisseur | Largeur |
| ------------------------------------------------------- | -------- | --------- | ------- |
| Table                                                   | 4 m      | 0,22 m    | 2,80 m  |
| Orthostate droit                                        | 3,30 m   | 0,15 m    | 1,10 m  |
| Orthostate gauche                                       | 3,25 m   | 0,35 m    | 1 m     |
| Chevet                                                  | 1,15 m   | 0,10 m    | 0,80 m  |
| Données : Inventaire des mégalithes de la France, 5-Lot |          |           |         |

La chambre rectangulaire est délimitée par des dalles massives. Elles ont été enfoncées dans le sol sur une profondeur moyenne de plus de 0,20 mètre. Le dolmen est orienté selon l'axe est-ouest (Azimut 90°). Une dalle retrouvée à la surface du tumulus et dont les dimensions (1,30 mètre x 0,10 mètre x 0,90 mètre) correspondent à l'ouverture de la chambre était probablement sa dalle de fermeture qui aurait été déplacée lors de la violation de la sépulture.

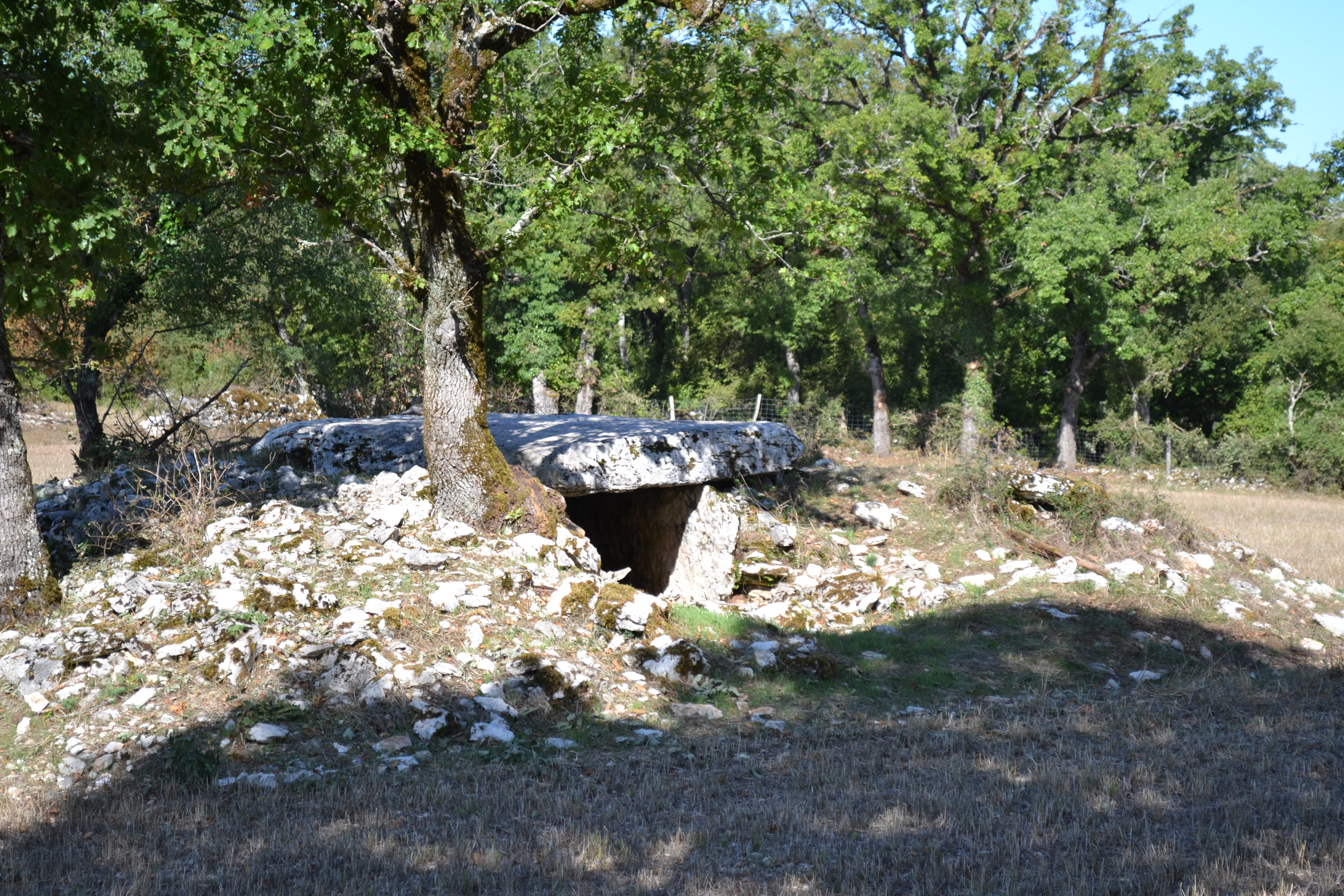
Tumulus du dolmen du Rat

Le sol de la chambre était recouvert d'un pavement en opus incertum complété par une massive dalle mesurant 1,95 mètre par 1 mètre. Quatre pierres (0,50 mètre x 0,20 mètre x 0,25 mètre) constituaient une espèce de seuil. L'examen de la disposition des pierres démontre que ce pavage s'est fait en avançant de l'entrée vers le fond du dolmen, les dalles se chevauchant légèrement comme des écailles. L'ensemble a été renforcé par de petites pierres de calage le long des parois.
L'élément le plus spécifique de ce dolmen est la présence d'une stèle aniconique plantée contre son l'orthostate gauche. La présence d'une stèle aniconique n'est pas spécifique à ce dolmen (Dolmen de Roucadour à Thémines, Dolmen du Pech d'Arsou à Corn) mais suffisamment rare pour être soulignée. Cette stèle se présente comme une dalle de petite dimension (0,80 mètre x 0,13 mètre x 0,38 mètre) de forme triangulaire, plantée sur sa pointe, elle-même calée par de petites pierres.

## Vestiges osseux et mobilier funéraire

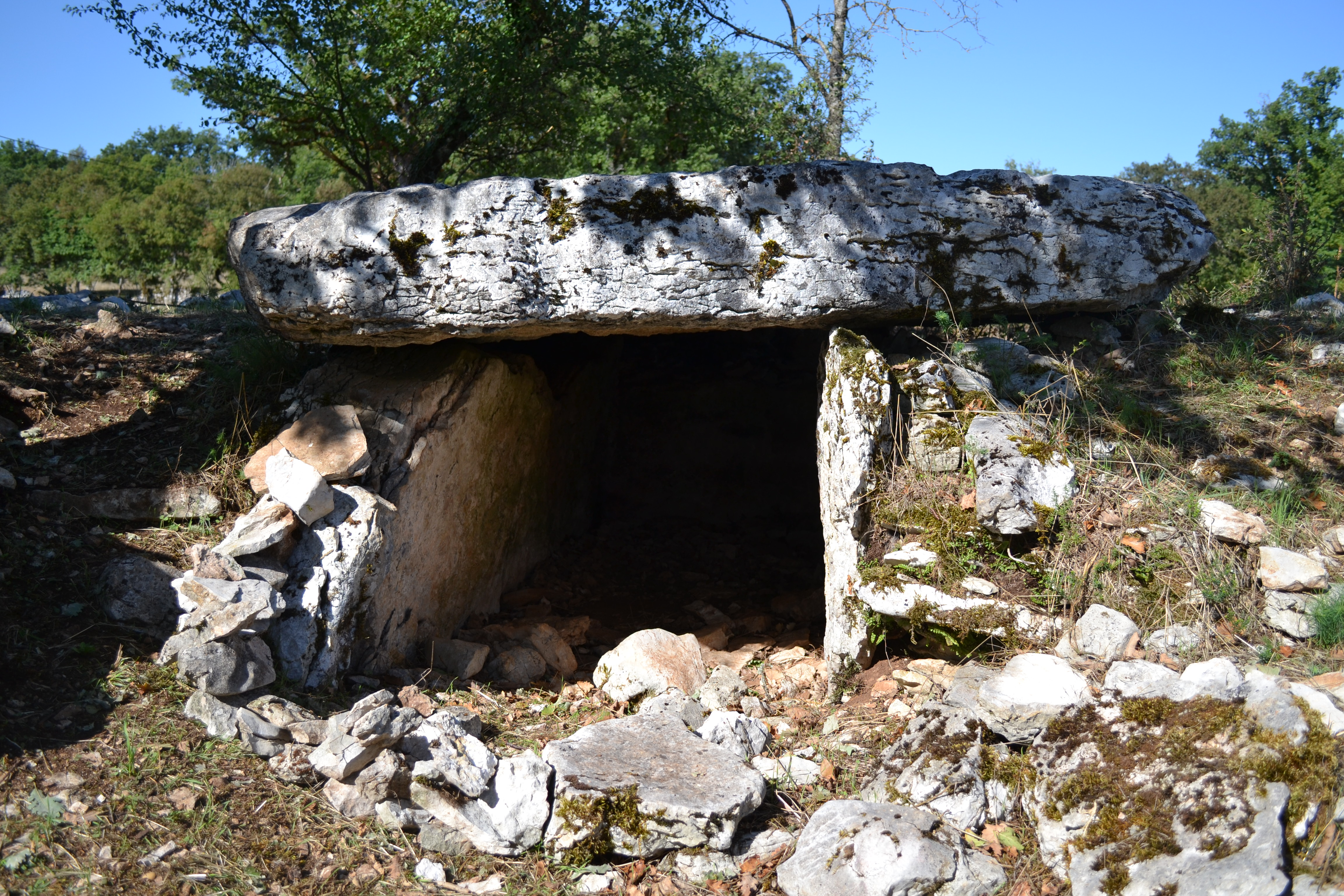
Dolmen du Rat, entrée.

La tombe avait fait l'objet d'une violation de sépulture bien avant les fouilles archéologiques et le déplacement de la dalle de fermeture a entraîné l'accumulation d'un amas détritique dans la chambre sépulcrale. Les fouilles n'ont permis de retrouver que quelques petits objets oubliés par les pilleurs et des ossements humains et d'animaux.
Les ossements humains étaient constitués de petits os (rotules, phalanges, vertèbres) et de dents. Les os longs étaient brisés (conséquence du pillage ?). Les ossements d’origine animale correspondaient à des os de cheval et de mouton. Rien ne permettait de les rattacher à la sépulture et ils pouvaient aussi bien provenir d'une occupation humaine postérieure.
Le mobilier funéraire retrouvé correspond à 36 perles annulaires (3 en jayet, 33 en calcite), 1 perle en tonnelet en calcite et des tessons de poterie dont la plupart datés du Moyen Âge au plus tard. Une centaine de petits tessons ont aussi été retrouvés à l'extérieur de la chambre, sur le tumulus et devant l'entrée du dolmen. Manifestement datés d'une époque plus ancienne, il s'agit peut-être de restes d'offrandes mais leur médiocre état de conservation n'a pas permis d'en savoir davantage.